# جويسئة مستدقة
الجويسئة المستدقة (باللاتينية: Galium acuminatum) نوع نباتي عشبي من جنس الجويسئة يتبع الفصيلة الفوية.

## الموئل والانتشار
موطن الجويسئة المستدقة المغرب العربي.